# Charpentiers Mannsschild
Charpentiers Mannsschild (Androsace brevis) ist eine Pflanzenart aus der Gattung Mannsschild (Androsace) innerhalb der Familie der Primelgewächse (Primulaceae).

## Beschreibung

### Vegetative Merkmale
Charpentiers Mannsschild ist eine ausdauernde, niedrige, lockerrasig wachsende Pflanze. Laubblätter, Blütenstiele und Kelch sind mit zwei- bis dreistrahligen, kurzen Gabelhaaren bedeckt. 
Die Laubblätter sind in Rosetten angeordnet. Die einfache Blattspreite ist bei einer Länge von 3 bis 5 Millimetern spatelig bis lanzettlich mit stumpfem oberen Ende.

### Generative Merkmale
Die Blütezeit reicht von Juni bis Juli. Die Blüte stehen einzeln, seltener zu zweit bis fünft am oberen Ende eines Blütenstandsschaftes der in den Blattachseln steht. Die Blütenstiele sind bei einer Länge von 4 bis 23 Millimetern zwei- bis dreimal so lang wie die Laubblätter. Der rote Blütenstiel ist etwas länger bis dreimal so lang wie der Kelch.
Die Blüten überragen die Blätter weit.
Die zwittrige Blüte ist radiärsymmetrisch und fünfzählig mit doppelter Blütenhülle. Die fünf roten, 4 bis 5 Millimeter langen Kelchblätter sind breit glockig bis zur Hälfte ihrer Länge verwachsen. Die Krone ist rosarot. Im Schlund ist sie dunkler und hat gelbe Höcker. Die Kronröhre ist kürzer als die lanzettlichen Kelchzipfel. Der Kronensaum hat einen Durchmesser von 5 bis 8 Millimeter; die Lappen des Kronsaums sind verkehrt-eiförmig und wenig ausgerandet.
Die Kapselfrucht ist kürzer als der Kelch. Die schwarz-braunen Samen weisen eine Länge von etwa 2 Millimetern sowie einen Durchmesser von etwa 1,7 Millimetern auf.
Die Chromosomenzahl beträgt 2n = 40.

## Vorkommen
Charpentiers Mannsschild ist in den Südalpen westlich und östlich vom Comer See bis in die nördlichen Bergamasker Alpen endemisch. Charpentiers Mannsschild wächst auf kalkarmen Böden, auf Ruhschutt und in Felsspalten vorwiegend in der alpinen Höhenstufe in Höhenlagen von 1700 bis 2600 Metern; die 2600 Meter erreicht er am Monte Legnone am Comersee.
Die ökologischen Zeigerwerte nach Landolt et al. 2010 sind in der Schweiz: Feuchtezahl F = 2+ (frisch), Lichtzahl L = 5 (sehr hell), Reaktionszahl R = 2 (sauer), Temperaturzahl T = 1+ (unter-alpin, supra-subalpin und ober-subalpin), Nährstoffzahl N = 1 (sehr nährstoffarm), Kontinentalitätszahl K = 4 (subkontinental).

## Taxonomie
Die Erstbeschreibung erfolgte 1839 unter dem Namen (Basionym) Aretia brevis durch Johannes Jacob Hegetschweiler in seiner Flora der Schweiz, S. 180. Die Neukombination zu Androsace brevis (Hegetschw.) Ces. wurde 1844 durch Vincenzo Cesati in Saggio Geogr. Bot. Fl. Lombardia, S. 58 veröffentlicht. Ein weiteres Synonym für Androsave brevis (Hegetschw.) Ces. ist Androsace charpentieri (Heer) Rchb. f. Das Artepitheton charpentieri ehrt den deutschen Geologen Johann Georg Friedrich von Charpentier (1786–1855).

## Belege